# Projet de centrale hydroélectrique de Batang Toru
Le projet de centrale hydroélectrique de Batang Toru est une opération lancée en 2015 et visant à construire une centrale électrique sur le cours du fleuve Toru dans la province de Sumatra du Nord (île de Sumatra, Indonésie).

## Contexte
La centrale devrait être opérationnelle en 2026 et conçue pour une capacité de 4 x 127,5 mégawatts (MW). Ce projet de centrale est développé par l'entreprise North Sumatra Hydro Energy (NSHE), fondée en 2008. La phase de pré-construction de la centrale électrique a été lancée après la signature du contrat de pouvoir d'achat (PPA) avec la Société nationale d'électricité (PLN) le 21 décembre 2015.
Selon le journal indonésien, Investor Daily, cette centrale hydroélectrique réduirait les émissions d'environ 1,6 million de tonnes de CO2 par an, soit l'équivalent de la plantation de 12,3 millions d'arbres.
La centrale hydroélectrique de Batang Toru est censée contribuer à 15 % des besoins en pointe de consommation d'électricité du Sumatra du Nord. Le projet fait partie du programme stratégique national indonésien visant à construire des centrales électriques d'une capacité totale de 35 000 MW. Le projet fait également partie de l'effort national d'atténuation du changement climatique par la réduction des émissions de carbone, une mise en œuvre de l'Accord de Paris ratifié par le gouvernement indonésien dans la loi no 16/2016. La centrale hydroélectrique de Batang Toru devrait contribuer à la réduction des émissions de carbone à raison de 1,6 - 2,2 Mt par an, soit 4 % de l'objectif national du secteur de l'énergie.
La construction de la centrale a été retardée en 2020 en raison de problèmes de financement liés à son impact sur l'environnement et à la pandémie de Covid-19. La Société nationale d'électricité PLN a ainsi demandé de repousser le lancement des opérations commerciales de 2022 à 2025.
La zone choisie pour l'implantation de cette centrale est majoritairement forestière, elle comprend des zones de divers degré de protection (forêt de protection et forêt de conservation) mais également des zones de forêt de production. Elle inclut aussi des plantations d'hévéas pour la production de caoutchouc.
Le projet de centrale hydroélectrique de Batang Toru s'étend sur 122 hectares de terres, soit environ 0,07 % de l'écosystème de Batang Toru.
La centrale hydroélectrique utilise le modèle hydroélectrique au fil de l'eau qui ne nécessite pas de barrage. La centrale hydroélectrique de Batang Toru utilise des étangs d'une superficie de 66,7 hectares.
| Utilisations des terres             | Superficie (Hectare) | Pourcentage |
| ----------------------------------- | -------------------- | ----------- |
| Forêt protégée                      | 151 373              | 47.10       |
| Exploitation minière                | 130 300              | 40.43       |
| Réserve naturelle                   | 18 979               | 5,89        |
| Concession forestière               | 17 000               | 5.27        |
| Plantation communautaire            | 2 948                | 0,92        |
| Plantations de société              | 1 325                | 0,41        |
| Géothermie                          | 130                  | 0,04        |
| Projet de centrale hydro-électrique | 122                  | 0,037       |
| Total                               | 322 177              | 100         |

## Controverses
La Banque asiatique de développement et la Société financière internationale de la Banque mondiale ont refusé de financer le projet en raison de préoccupations environnementales.
Les scientifiques et les écologistes affirment qu'en plus d'avoir un impact sur 10 % de l'habitat déjà en déclin de l'orang-outan de Tapanuli, en danger critique d'extinction, les infrastructures du barrage (routes et lignes électriques à haute tension) fragmenteront la population d'orangs-outans en dessous des niveaux viables en dégradant d'importants corridors fauniques, et augmenteront la probabilité d'un développement encore plus poussé,,. La région abrite également d'autres animaux en danger critique d'extinction, notamment le tigre de Sumatra, l'orang-outan de Sumatra et le pangolin de la Sonde,,. Entre 70 et 100 kilomètres carrés (27 et 39 milles carrés) pourraient être dégagés pour le barrage et le réservoir,. Un porte-parole du promoteur, PT North Sumatra Hydro Energy, a déclaré que moins de 6 kilomètres carrés seraient déforestés et qu'ils respecteraient volontairement les normes internationales d'évaluation de l'impact environnemental et social.
Bien que de nombreux membres de la communauté indigène aient vendu leurs terres aux promoteurs, certains promettent de lutter contre le projet. Ils ont organisé des manifestations locales et sont allés à Jakarta pour protester devant le palais présidentiel. Le barrage proposé affectera les moyens de subsistance de quelque 100 000 personnes qui vivent en aval.
Le projet se trouve près d'une faille et il existe un risque de tremblement de terre, mais cela n'a pas été mentionné dans l'évaluation environnementale du projet. Sur cette base et sur d'autres, le Forum indonésien pour l'environnement (WALHI) envisage une action en justice pour arrêter la construction.